# Ладимиревци
Ладимиревци су насељено место у саставу града Валпова на десној обали реке Карашице, у Осјечко-барањској жупанији, Република Хрватска.

## Историја
Насеље настало из садашњег села Ладимиревци, први пут се помиње 1333. Године 1392. насеље се делимично у смеру Карашице преселило овде и добило своје садашње име.

## Становништво
На попису становништва 2011. године, Ладимиревци су имали 1.587 становника.

## Попис 1991.
На попису становништва 1991. године, насељено место Ладимиревци је имало 1.449 становника, следећег националног састава:
| Попис 1991.‍   | Попис 1991.‍  | Попис 1991.‍ | Попис 1991.‍ | Попис 1991.‍ |
| ------------- | ------------ | ----------- | ----------- | ----------- |
|               |              |             |             |             |
| Хрвати        | Хрвати       |             | 1.386       | 95,65%      |
| Срби          | Срби         |             | 18          | 1,24%       |
| Југословени   | Југословени  |             | 9           | 0,62%       |
| Словаци       | Словаци      |             | 6           | 0,41%       |
| Мађари        | Мађари       |             | 2           | 0,13%       |
| остали        | остали       |             | 3           | 0,20%       |
| неопредељени  | неопредељени |             | 6           | 0,41%       |
| регион. опр.  | регион. опр. |             | 4           | 0,27%       |
| непознато     | непознато    |             | 15          | 1,03%       |
| укупно: 1.449 |              |             |             |             |

## Занимљивости
У Ладимиревцима се родио и одрастао великан хрватског и југословенског глумишта Фабијан Шоваговић. Овде се налази једно од два СОС Дечја села у Хрватској.
Сваке прве суботе у децембру одржавају се познати Ладимиревачки дивани где учествују многе познате особе, а међу осталим ту су и Славонске Лоле, Филип Шоваговић, Ања Шоваговић-Деспот и многи други. Први Ладимиревачки дивани одржани су 1989. године.
Меморијал Фабијана Шоваговића одржава се недељу иза Ускрса сваке године.